# جيلبرت لاو
جيلبرت لاو مواليد 13 سبتمبر 1978 في مانيلا، هو مدرب كرة سلة فلبيني. بدأ مسيرته الاحترافية في سنة 2002. يدرب في الرابطة الفلبينية لكرة السلة. اعتزل اللعب في 2014.

## المسيرة الاحترافية
لعب مع باوريد تايغرز من سنة 2002 إلى 2006، ثم لعب مع بارانجي جينبرا سان ميغيل في موسم 2007–2008، ثم لعب مع تي إن تي كاتروبا في موسم 2008–2009، ثم لعب مع تي إن تي كاتروبا من سنة 2010 إلى 2014.